# Руснак Іван Миколайович
Іва́н Микола́йович Русна́к (1999, село Йосипівка, нині Чернівецького району, Чернівецької області — 31 березня 2022, біля села Партизанське, Миколаївський район Миколаївська область) — український військовик, старший солдат Збройних сил України, старший механік-водій механізованого батальйону. Учасник російсько-української війни. 

## Нагороди
8 серпня 2014 року — за особисту мужність і героїзм, виявлені у захисті державного суверенітету та територіальної цілісності України, вірність військовій присязі під час російсько-української війни, відзначений — нагороджений орденом «За мужність» III ступеня.